# Tržek
Tržek település Csehországban, a Svitavyi járásban. Tržek Sedliště, Nová Sídla, Bohuňovice, Cerekvice nad Loučnou, Řídký, Morašice és Litomyšl településekkel határos. Lakosainak száma 153 fő (2024. január 1.).

## Népesség
A település lakosságának változását az alábbi diagram mutatja:
| Lakosok száma | 224  | 184  | 226  | 215  | 181  | 164  | 156  | 160  | 157  | 153  |
|               | 1869 | 1900 | 1921 | 1961 | 1980 | 2011 | 2016 | 2019 | 2021 | 2024 |